# 1985 KE
1985 KE är en asteroid i huvudbältet som upptäcktes den 23 maj 1985 av det nyzeeländska astronomparet Pamela M. Kilmartin och Alan C. Gilmore vid Mount John University Observatory.
Asteroiden har en diameter på ungefär 14 kilometer.